# Filippo Savi
Filippo Savi (29 januari 1987) is een Italiaans voetballer die onder contract staat bij Parma FC maar uitgeleend is aan de FC Brussels.
Savi, geboren in Parma, speelt al sinds zijn jeugd bij Parma FC. In het seizoen 2004-2005 maakte hij op 17-jarige leeftijd zijn debuut in de Serie A. In totaal speelde Savi 10 wedstrijden voor het eerste elftal. De volgende jaren werd hij telkens uitgeleend aan verschillende Italiaanse ploegen in de lagere klassen.
Uiteindelijk kwam hij in het seizoen 2011-2012 terecht bij het Belgische FC Brussels terecht.

## Statistieken
| seizoen | club                    | land   | competitie                 | wed | goals |
| ------- | ----------------------- | ------ | -------------------------- | --- | ----- |
| 2004/05 | Parma FC                | Italië | Serie A                    | 2   | 0     |
| 2005/06 | Parma FC                | Italië | Serie A                    | 8   | 0     |
| 2006/07 | → AC Monza Brianza 1912 | Italië | Lega Pro Prima Divisione   | 9   | 0     |
| 2007/08 | → Atletico Arezzo       | Italië | Lega Pro Prima Divisione   | 19  | 0     |
| 2008/09 | → SPAL 1907             | Italië | Lega Pro Prima Divisione   | 23  | 0     |
| 2009/10 | → AC Carpenedolo        | Italië | Lega Pro Seconda Divisione | 0   | 0     |
| 2010/11 | → Crociati Noceto       | Italië | Lega Pro Seconda Divisione | 2   | 0     |
| 2011/12 | → FC Brussels           | België | Tweede klasse              | 18  | 0     |
|         |                         |        | Totaal                     | 81  | 0     |

Laatst bijgewerkt 06-05-12
Bron: sport.be - sporza.be